# Ла-Малур
Ла-Малу́р (фр. La Malhoure, брет. Lanvelor) — коммуна во Франции, находится в регионе Бретань. Департамент — Кот-д’Армор. Входит в состав кантона Ламбаль. Округ коммуны — Сен-Бриё.
Код INSEE коммуны — 22140.

## География

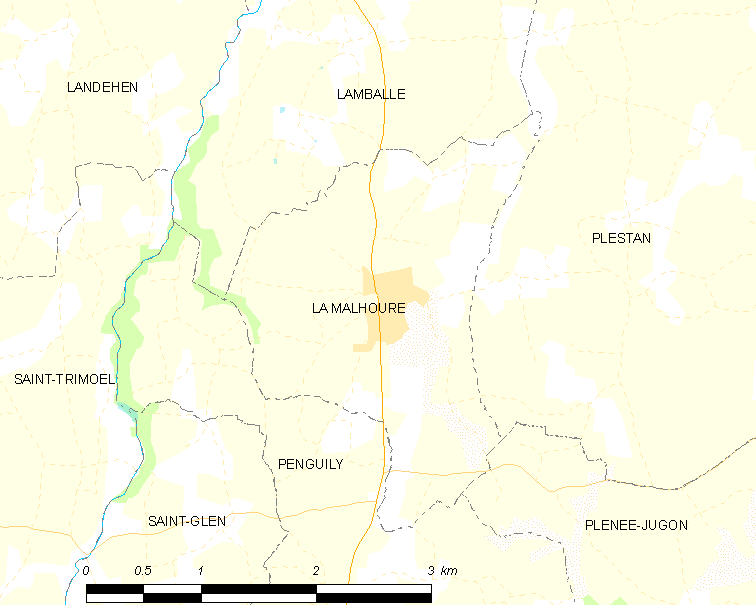
Карта коммуны

Коммуна расположена приблизительно в 360 км к западу от Парижа, в 70 км северо-западнее Ренна, в 24 км к юго-востоку от Сен-Бриё.

## Население
Население коммуны на 2016 год составляло 576 человек.
| 1962 | 1968 | 1975 | 1982 | 1990 | 1999 | 2008 | 2016 |
| ---- | ---- | ---- | ---- | ---- | ---- | ---- | ---- |
| 229  | 238  | 229  | 237  | 266  | 348  | 458  | 576  |

## Экономика
В 2007 году среди 280 человек в трудоспособном возрасте (15—64 лет) 231 были экономически активными, 49 — неактивными (показатель активности — 82,5 %, в 1999 году было 71,5 %). Из 231 активных работали 223 человека (116 мужчин и 107 женщин), безработных было 8 (1 мужчина и 7 женщин). Среди 49 неактивных 24 человека были учениками или студентами, 13 — пенсионерами, 12 были неактивными по другим причинам.

## Достопримечательности
- Бронзовый колокол в приходской церкви (1594 год). Диаметр — 56 см. На колоколе выгравирована надпись: 1594 IE ETTE NOMMEE HELAYNE PR ECCUYER ALLAIN URVOY SR DU CLOSMADEUC et de LA BARRE et DAMLLE IEANNE POULLAIN DAME DU PERROUD. Исторический памятник с 1975 года[3]